# James Arthur
James Andrew Arthur (født 2. marts 1988 i Middlesbrough, England) er en engelsk sanger og sangskriver.
Arthur vandt den niende serie af The X Factor i 2012. Hans debutsingle, "Impossible", blev udgivet af Syco Music efter finalen og debuterede på nummer 1 på UK Singles Chart indenfor den første uge af dens udgivelse. Siden da har den gået til at have solgt over 1,4 millioner eksemplarer i Storbritannien, hvilket gør det til den mest succesfulde vindersingle i showets historie, og har solgt over 2,5 millioner eksemplarer verden over. Den følgende single, " You're Nobody 'til Somebody Loves You", nåede nummer 2 på UK Singles Chart. Han udgav sit selvbetegnede debuterende studiealbum, James Arthur, i november 2013. Albummet debuterede og toppede på nummer to på UK Albums Chart. Efter udgivelsen af albummet var han involveret i en række kontroverser, der førte iTunes til at tilbyde tilbagebetalinger for albummet.
Arthur stoppede ved  Simon Cowells pladeselskab, Syco, i 2014. I 2015 underskrev han en ny kontrakt med Columbia Records for at udgive sit andet studiealbum i 2016 med titlen Back From The Edge. Arthur skrev også kontrakt med Sico igen i 2016.

## Tidlige år
Arthur blev født i Middlesbrough til en engelsk mor, Shirley Ashworth, og en skotsk far, Neil Arthur. James Arthur begyndte at skrive og optage sange, da han var 15 som en usigneret kunstner både solo og i mange bands, herunder:
Moonlight Drive
Et progressivt, eksperimentelt band med Arthur som forsanger. Bandet var aktivt mellem 2005 og 2008. Det havde optagelser som "Said You'd Be There", "Hole in My Heart" og "Tear Me Apart". 
Cue the Drama
Et rockband i den engelske by Marske-by-the-Sea og aktivt mellem 2005 og 2008. Sange såsom "On the Radio 98KUPD", "It's Killing Me", "I'll Reach You" og "It Hurts".
Save Arcade
Et rockband fra hans hjemby, Middlesbrough, bestående af Arthur (vokal, guitar), Josh Brown (keyboard, vokal), Matthew Green (guitar), Alex Beer (bas, vokal), Travis Shaw (guitar, percussions, vokal) og Karl Dowson (trommer). I 2009 udgav bandet en tre-track EP med navnet Truth, der bærer titelsporet "The Truth", såvel som "Echoes" og "I Un-Proudly Present". I juni 2010 udgav bandet et femspor EP, Tonight We Dine in Hades, som udover titelsporet "Tonight We Dine in Hades" inkluderede "Superhero", "You Always Want A Fight", "Juliet Is Not Dead" og "She Aims to Please". Begge udgivelser var på det uafhængige label 57 Records UK.
Emerald Skye
Et indie pop og rockband dannet i marts 2011 i byen Redcar / Saltburn-by-the-Sea og bestod af Arthur (guitar, vokal), Dean Harrison (klaver, violin), Paul Gill (bas) og Save Arcade bandmate Green (trommer).

## Karriere

### 2011-2012:Sins by the SeaogThe X Factor
I 2011 uploadede Arthur mange af sine egne sange til SoundCloud og YouTube, samt et album med titlen Sins by the Sea. Det uafhængige album indeholdt 16 spor. Arthur dannede sine egne musikalske projekter. James Arthur Project resulterede i indspilningen og udgivelsen af to EP'er, den ene pop-EP'en Hold On, som The James Arthur Project i august 2012 lavede i samarbejde med John McGough. Sangene blev skrevet og arrangeret af McGough og mixet af Matt Wanstall med alle vokaler af Arthur.
Arthur udgav også et EP som The James Arthur Band. Bandet bestod af Arthur (vokal og guitar), Jez Taylor (guitar), Chris Smalls (keyboard), Jordan Swain (trommer) og Rich Doney (bas). I 2012 udgav bandet The EP Collection CD med ni sange med R&B, soul og hip hop, en kompilation af spor på begge EP'er.
I 2012 aflagde han audition i Newcastle for den niende serie af The X Factor, hvor han sang en akustisk gengivelse af dommer Tulisas "Young", før han forklarede sin fortid. Han afslørede også, at hans far og mor næppe havde talt med hinanden i mere end 20 år, og det var en genforening af slags for dem at deltage i hans audition. Han sang "A Million Love Songs" på bootcamp og blev valgt som en af seks deltagere i kategorien "Boys" (drenge) for at komme videre til dommernes huse. Fra dette punkt blev Nicole Scherzinger Arthurs mentor. Efter at have sunget "I Can't Make You Love Me"  blev han valgt som én af 12 deltagere til at gå videre til live shows, og en af tre i kategorien "Boys".
Efter sin anden live-optræden fik Arthur et angstangreb backstage. Under behandlingen på studiet, besluttede ambulancefolkene, at han ikke behøvede at komme på hospitalet, og han kom tilbage til sit hotel for at hvile. Han vendte tilbage  for at se resultaterne den følgende aften.
Efter hans optræden af LMFAOs "Sexy and I Know It" ved det tredje live show den 20. oktober blev Arthur anklaget for plagiering. Hans version lignede meget udgivelsen af YouTube-stjernen Only1Noah, som blev uploadet den 9. maj 2012 og havde over 13 millioner visninger på det tidspunkt. Men Arthur tweetede senere: "Btw doesn't everyone know I was putting a spin on Noah's version? It had 13.something million hits! Was I supposed to state the obvious?" I uge 7, efter at have udført "Can't Take My Eyes Off You", var Arthur i den sidste showdown. Han sang Alicia Keys' sang "Fallin" for at overleve mod andre yndlings Ella Henderson, og resultatet gik til deadlock. Nicole Scherzinger og Gary Barlow stemte for at sende Arthur til kvartfinalen, mens Tulisa og Louis Walsh stemte for at sende Henderson til kvartfinalen. Som følge af offentlige stemmer blev  Arthur  sendt til kvartfinalen; han fik 13,7% af stemmerne, mens Henderson fik  12,1%.
Arthur vandt X Factor den 9. december 2012 med 53,7% af den endelige afstemning, mod Jahméne Douglas, der fik 38,9%. Dette gjorde ham til den første vinder af showet, der tidligere havde været i bunden to, nogensinde.